# РД-171
РД-171 (Індекс ГРАУ — 11Д520) — рідинний ракетний двигун замкнутої схеми розробки НВО «Енергомаш» (Російська Федерація). У 2011 був найпотужнішим рідинним ракетним двигуном, що створювався будь-коли. Використовується в ракетах-носіях сімейства Зеніт.

## Історія розробки
Розробку двигунів РД-170 і РД-171 для перших ступенів ракети-носія «Енергія» і ракети-носія «Зеніт» відповідно розпочато 1976 року. Розробка стала якісно новим кроком у створенні рідинних ракетних двигунів. Найпотужніший у світі чотирикамерний рідинний ракетний двигун, має найкращі параметри та характеристики для двигунів цього класу, працює на екологічно чистих компонентах палива: рідкий кисень і гас. Двигун для ракети-носія «Енергія» призначений для багаторазового та атестований для 10-кратного використання. Один із двигунів був випробуваний на вогневому стенді до 20 разів. Двигун характеризується високою надійністю функціонування, ремонто- і контролепридатності та має великий ресурсний запас (не менше 5). Управління вектором тяги двигуна здійснюється завдяки створенню унікального сильфонного вузла хитання камер, який працює в зоні високотемпературного газового потоку. Двигуни пройшли близько 900 вогневих випробувань із загальним напрацюванням понад 100000 сек.
Перший запуск ракети-носія «Зеніт» з двигуном РД-171 відбувся у квітні 1985. У 1987 і 1988 відбулися запуски ракети-носія «Енергія» з двигунами РД-170. 1999 почалась експлуатація двигунів РД-171 у складі ракети-носія «Зеніт-3SL» за програмою «Морський старт».
Базовий двигун РД-170/171 був розроблений у 1976–1986. У 1992–1996 велися роботи над форсованим варіантом двигуна РД-171 (до 1996 були випробувані 28 двигунів). На 6 двигунах удосконаленої конструкції було напрацьовано 5500 сек, на одному двигуні напрацювання становило 1590 сек.
Роботи з модернізації двигуна РД-171 для використання у програмі «Морський старт» продовжились у 2003–2004. Сертифікація двигуна РД-171 м закінчилась 5 липня 2004 — На сертифікаційному двигуні проведено 8 випробувань тривалістю 1093,6 сек, останнє випробування (понад план) — на режимі 105 %. Перший товарний двигун РД-171 м надійшов до України 25 березня 2004 після проведення контрольно-технічних випробувань тривалістю 140 сек.
Двигун серійно виготовляється на заводі НВО «Енергомаш» у Хімках.
Двигуни РД-171 м використовуються у програмах «Морський старт», «Наземний старт» і Федеральній космічній програмі Російської Федерації.

## Основні етапи
1973 — початок проєктно-розрахункових досліджень і конструкторських проробок. Розроблено технічні пропозиції для двигунів РД-123 з тягою 800 т і РД-150 з тягою до 1500 т.
1974 — початок експериментальних досліджень з відпрацювання хімічного запалювання, сумішоутворення в камері згоряння та газогенераторі, високочастотної стійкості робочого процесу в камері і газогенераторі, багаторазовості запуску.
Дослідження проводилися на двигуні-аналозі, створеному на базі серійного двигуна 15Д168. Двигун був конвертований для роботи на рідкому кисні і гасі. На нових компонентах при тиску в камері згоряння 20 МПа двигун розвивав тягу 90 т.
Всього відбулось понад 300 випробувань на 200 зразках із загальним напрацюванням 20 тис. секунд.
За результатами досліджень були рекомендовані:
- п'ятиразовий запас ресурсу;
- запас із розвантаження осьового навантаження на валу ТНА не менше 20 %;
- виключення можливості роботи насосів у зоні часткової кавітації;
- пульсація тиску мала бути не більше 1-2 % робочого рівня.

Передбачалося особливу увагу приділити стійкості матеріалів у середовищі окисного газу.
Лютий-березень 1976 — Кабінет Міністрів СРСР ухвалив розробку ракетних систем «Енергія» — «Буран» і «Зеніт».
Листопад 1976 — розроблено ескізний проєкт двигуна РД-170 із наступними характеристиками: тяга на землі 740 т, у порожнечі — 806,4 т; питомий імпульс на землі 309,3 с, у порожнечі — 337 с; тиск у камері згоряння 250 атмосфер, в газогенераторі — до 583 атмосфер; потужність турбіни до 297,260 к.с.
25 серпня 1980 — перше вогневе випробування двигуна РД-171 (варіант двигуна РД-170 для ракети-носія «Зеніт»).
9 червня 1981 — перше вогневе випробування двигуна РД-171 № A15, успішно відпрацьовано 150 с за програмою випробувань.
26 червня 1982 — перше вогневе випробування двигуна РД-171 № A18 на стенді НІІХіммаш у складі першого ступеня ракети-носія «Зеніт». Випробування закінчилось аварією, яка зруйнувала єдиний в СРСР стенд, придатний для випробувань ступеня ракети з двигуном такої потужності.
Травень 1983 — перше успішне вогневе випробування двигуна РД-171 на номінальному режимі.
1 грудня 1984 — перше успішне вогневе випробування двигуна РД-171 на стенді НІІХіммаш у складі першого ступеня ракети-носія «Зеніт».
Жовтень 1985 — третій (перший успішний) запуск ракети-носія «Зеніт» з двигуном РД-171 у складі першого ступеня.
Листопад 1985 р. — перше стендове випробування двигуна РД-170 у складі блоку «А» ракети-носія «Енергія». Двигун успішно відпрацював визначений час.
15 травня 1987 — перший запуск ракети-носія «Енергія» з двигунами РД-170 у складі першого ступеня.
Грудень 1987 — завершення льотних випробувань ракети-носія «Зеніт» з двигуном РД-171 у складі першого ступеня.
15 листопада 1988 — другий запуск ракети-носія «Енергія» з двигунами РД-170 у складі першого ступеня.
15 лютого 2006 — перший запуск ракети-носія «Зеніт-3SL» з РД-171 м.
25 квітня 2006 — рішенням Міноборони РФ і Роскосмосу двигунам РД-171 м присвоєна літера «О1», яка дозволяє застосування двигуна у складі ракети-носія «Зеніт-М» при реалізації російських державних програм.
29 червня 2007 — перший запуск ракети-носія «Зеніт-М» з двигуном РД-171 м, здійснений з пускової установки № 1 майданчика № 45 Державного випробувального космодрому Байконур.
26 квітня 2008 — перший запуск ракети-носія «Зеніт-3SLБ» з РД-171 м за програмою «Наземний старт», здійснений з Державного випробувального космодрому Байконур.
25 грудня 2009 — при проведенні вогневого приймального випробування двигуна РД-171 м на стенді ВАТ НВО «Енергомаш» відбулася відмова двигуна з руйнуванням матеріальної частини двигуна й окремих систем стенда. Комісія після розгляду результатів обробки телеметричних вимірів і результатів аналізу стану матеріальної частини, визначила: відмова двигуна при його роботі на номінальному режимі тяги сталася внаслідок займання на 17,6 сек у газовій порожнині за турбіною турбонасосного агрегату в місці з'єднання вихлопного колектора турбіни з газовим трактом однієї з камер (камера № 2). Розвиток горіння призвів на 18,2 сек до руйнування газового тракту двигуна за турбіною, вибуху та пожежі. Ініціювання загоряння відбулося внаслідок потрапляння до газової порожнини стороннього предмета (речовини) під час виготовлення двигуна, який не міг бути виявлений проведенням штатних процедур огляду та контролю. Найвірогіднішою визначена органічна природа стороннього предмету, який потрапив до газового тракту в процесі виготовлення «блоку газоводів» двигуна.

## Загальні відомості
Двигун виконаний за закритою схемою з допалюванням окисного генераторного газу після турбіни.
Компоненти палива: окислювач — рідкий кисень, пальне — гас.
Двигун має: чотири камери згоряння; турбонасосний агрегат (ТНА), що складається з турбіни, двоступеневого насоса пального та одноступеневого насоса окислювача; бустерний насосний агрегат пального (БНАГ), приводом якого є гідравлічна турбіна; бустерний насосний агрегат окислювача (БНАО), приводом якого є газова турбіна; два газогенератора; блок управління автоматикою; блок балонів; систему приводів автоматики (СПА); систему стернових приводів (УРП); регулятор витрати пального в газогенераторі; два дроселя окислювача; дросель пального; пусковідсічні клапани окислювача і пального; чотири ампули з пусковим пальним; пусковий бачок; раму двигуна; донний екран; датчики системи аварійного захисту; два теплообмінники підігріву гелію для наддуву бака окислювача.
Одна з основних конструктивних особливостей цього двигуна — наявність чотирьох камер, що коливаються у двох площинах, і двох газогенераторів, що працюють на одну турбіну. Чотири камери згоряння забезпечують тягові параметри камери, які близькі до визначеного діапазону: 185 т тяги при досягнутих в інших розробках 150 т. Крім того, наявність чотирьох камер і двох газогенераторів дозволяє забезпечити автономну роботу цих агрегатів.
Бустерний насос окислювача (БНАО) через трубопровід з'єднаний зі входом насоса окислювача, вихід якого через пусковідсічний клапан з'єднано з колекторною порожниною змішувальної головки газогенератора. На вході БНАО встановлений фільтр окислювача.
Бустерний насос пального (БНАГ) через трубопровід з'єднаний з входом першого ступеня насоса пального. Перший ступінь насоса пального з'єднано з входом другого ступеня насоса пального і через трубопровід, в якому встановлений дросель з електроприводом, з'єднано з колектором камери згоряння, з якого пальне розподіляється каналами регенеративного охолодження камери згоряння. На вході БНАГ встановлений фільтр пального.
Канали регенеративного охолодження сопла через колектор з'єднані з пусковідсічним клапаном. Вихід цього клапана з'єднаний з колектором, який розміщено на циліндричній частині камери згоряння. Вихід колектора крізь регенеративні канали охолодження циліндричної частини камери згоряння з'єднаний з порожниною пального змішувальної головки камери згоряння.
Другий ступінь насоса пального (крізь який проходить 20 % від загальної витрати пального) через трубопровід з'єднаний з основним входом регулятора тяги, керованого електроприводом і має на вході зворотний клапан. Вихід регулятора тяги з'єднаний з двома ампулами, які заповнені пусковим пальним — триетилалюмінієм. Виходи з цих ампул через пусковідсічні клапани з'єднані з паливною ємністю змішувальних головок газогенераторів. Вихід газогенераторів з'єднаний з турбіною, вихід якої через трубопроводи з'єднано з порожниною змішувальних головок камер згоряння.
Крім того, вихід з турбіни через трубопровід, в якому встановлений теплообмінник і клапан тиску, з'єднано з колектором турбіни приводу бустерного насоса окислювача.
Пневмогідравлічна схема має систему запуску, яка складається з пускового бачка з роздільною мембраною, патрубка підведення газу високого тиску і вихідного патрубка. Вихідний патрубок пускового бачка через заправний клапан з'єднаний із трубопроводом підведення пального від бустерного насоса пального. Крім того, вихідний патрубок з одного боку через трубопровід, в якому встановлений зворотний клапан, з'єднаний з другим входом регулятора тяги, через який здійснюється запуск двигуна, а з іншого боку — через зворотний клапан — з'єднаний з ампулою, заповненої пусковим пальним (гіперголем), вихід якої крізь клапан з'єднано з магістраллю підведення пускового пального до форсунок запалювання камери згоряння. У магістралі встановлений жиклер, який забезпечує дозовану подачу пускового пального до форсунок запалювання.

## Інциденти пов'язані з двигуном
26 червня 1982 — перше вогневе випробування двигуна РД-171 № A18 на стенді НІІХіммаш у складі першого ступеня ракети-носія «Зеніт». Випробування закінчилось аварією, що зруйнувала єдиний в СРСР стенд, придатний для проведення випробувань ступеня ракети з двигуном такої потужності.
Червень 1985 — другий запуск ракети-носія «Зеніт» з двигуном РД-171 у складі першого ступеня, що завершився аварією в результаті відхилень у роботі стернових двигунів другого ступеня (вибух наприкінці активної ділянки).
13 квітня 1985 — перший запуск ракети-носія «Зеніт» з двигуном РД-171 у складі першого ступеня, що завершився аварією через відмову системи керування витратою палива другого ступеня.
4 жовтня 1990 — п'ятнадцятий запуск ракети-носія «Зеніт», що завершився аварією на третій секунді польоту в результаті вибуху двигуна першого ступеня. За висновком аварійної комісії відмова двигуна сталася внаслідок руйнування вузла хитання газового тракту другої камери. Найімовірнішою причиною загоряння стало потрапляння у внутрішню порожнину вузла хитання ініціатора загоряння речовини органічного походження з концентрованим виділенням тепла при згорянні понад 30 кілоджоулів.
9 вересня 1998 — запуск ракети-носія «Зеніт», який завершився аварією на 72-й секунді польоту.
30 січня 2007 — запуск ракети-носія «Зеніт-3SL» з морської стартової платформи Odyssey завершився аварією. Ракета вибухнула на старті. Російсько-українська міжвідомча комісія з розслідування аварії встановила, що причиною аварії стало загоряння випадково занесеної ззовні металевої частки в насосі окислювача.
25 грудня 2009 при проведенні вогневого приймального випробування двигуна РД-171М на стенді ВАТ НВО «Енергомаш» відбулася відмова двигуна з руйнуванням матеріальної частини двигуна й окремих систем стенда. Комісія, до складу якої увійшли фахівці різних підрозділів ВАТ НВО «Енергомаш», розглянувши результати обробки телеметричних вимірів і результати аналізу стану матеріальної частини, результати проведених розрахункових оцінок і результати спеціально організованих і проведених експериментальних досліджень визначила наступне.
1. Відмова двигуна при його роботі на номінальному режимі тяги відбулась у результаті займання на 17,6 сек в газовій порожнині за турбіною ТНА в місці з'єднання вихлопного колектора турбіни з газовим трактом однієї з камер (камера № 2). Розвиток горіння призвів на 18,2 сек до руйнування газового тракту двигуна за турбіною, вибуху та пожежі.
2. Ініціювання загоряння відбулося в результаті потрапляння до газової порожнини стороннього предмета (речовини) в процесі виготовлення двигуна, який не міг бути виявлений проведенням штатних процедур огляду та контролю.
3. Визнана найвірогіднішою органічна природа стороннього предмета (речовини), яка потрапила до газового тракту в процесі робіт з виготовлення «блоку газоводів» двигуна.
4. Виявлена причина відмови двигуна РД-171М не вимагає прийняття коригувальних заходів для двигунів РД-171М, РД-180 і РД-191 пройшли вогневі приймальні випробування.
5. Комісія розробила і рекомендувала комплекс коригувальних заходів для запобігання потрапляння сторонніх предметів (речовин) у внутрішні порожнини всіх найменувань двигунів, і запровадження додаткової процедури огляду газового тракту двигунів на завершальних стадіях складання.

## Модифікації

### РД-170
Для першого ступеня ракети-носія «Енергія». Двигун може забезпечити управління у двох площинах — тангажем і рисканням, завдяки синхронному хитанню всіх чотирьох камер двигуна.

### РД-171
Базова модель на відміну від РД-170, дозволяє здійснювати управління за трьома площинами, дві камери двигуна гойдаються в площині тангажу, а інші дві — в площині рискання. Двигун РД-171 використовується в ракеті-носії «Зеніт».

### Відмінності між РД-170 і РД-171
У двигунах РД-170 і РД-171 застосовані різні варіанти хитання камер та органів управління відхиленням.
Камери двигуна РД-170 в складі блоку А ракети «Енергія» гойдаються у двох площинах: у радіальній площині, що проходить крізь поздовжні осі двигуна і камери, а також у перпендикулярній до неї тангенціальній площині. Така схема керування ефективніша у конструкції ракети «Енергія», але вимагає потужніших стернових механізмів для подолання навантажень, які утворюються аеродинамічним потоком, що надходить на частину сопла камери згоряння, що виступає за зовнішній обвід блоку при його радіальному відхиленні.
Камери згоряння двигуна РД-171 першого ступеня «Зеніту-2» відхиляються при управлінні лише в тангенціальній площині гойдання. Сопла камер не зазнають впливу аеродинамічного потоку. Механізми управління, відповідно, менш потужні. Ефективність управління такого варіанту достатня для ракети «Зеніт-2».
Решта систем двигунів уніфіковані.

### РД-173 і РД-171м
На завершальному етапі відпрацювання двигунів Глушко ініціював розробку досконалішої конструкції двигуна, яка порівняно з двигуном РД-170 (РД-171) забезпечувала би більшу тягу (форсування на 5 %) і в якій мали бути реалізовані заходи щодо зниження динамічної напруженості роботи агрегатів подачі. Відповідна конструкторська документація була розроблена і двигун отримав назву РД-173.
До 1996 було виготовлено 28 двигунів, які пройшли різнопланові відпрацювання. У двигунах РД-173 використовується досконаліша конструкція агрегатів подачі, найперше основного ТНА. Серйозної переробки зазнала система регулювання двигуна РД-170. У процесі відпрацювання РД-173 було підтверджено, що запуск двигуна, його функціонування на усіх передбачуваних режимах характеризується стійкою роботою усіх агрегатів і систем із забезпеченням необхідних характеристик запуску і точності підтримки параметрів без застосування дроселів окислювача. Виключення зі складу двигуна дроселів окислювача і, відповідно, двох приводів спростило його конструкцію, підвищило надійність і знизило масу двигуна. Була впроваджена конструкція сильфонів вузла хитання з нікелевого сплаву, що також підвищило надійність двигуна.
Накопичений досвід налаштування системи управління двигуном у процесі контрольно-технологічних випробувань з використанням зовнішніх зворотних зв'язків дозволив у процесі відпрацювання двигуна РД-173 перейти до простішої системи управління. Вона складається з двох цифрових приводів, які керують безпосередньо регулятором тяги і дроселем СВБ. Спрощення системи регулювання збільшило надійність двигуна, знизило його масу.
У двигуні РД-173 з урахуванням великої позитивної статистики роботи газогенераторів змішувальні головки виконані приварними, на відміну від фланцевого з'єднання в двигунах РД-170 (РД-171), де передбачалася можливість оперативної заміни головки після контрольно-технологічних випробувань. Ці, а також інші рішення, отримані при відпрацюванні двигуна РД-173, були використані при розробці двигуна РД-180.
Замовлення на виготовлення двигунів РД-171 припинилися в 1995. НВО «Енергомаш» продовжувало виготовляти досконалішу модифікацію двигунів РД-170 (РД-171) — двигун РД-173. З 1995 НВО «Енергомаш» поставляло двигуни РД-171 для програми «Морський старт», які допрацьовувалися з двигунів РД-170, раніше виготовлених для перших ступенів ракети-носія «Енергія». Ці двигуни створили запас для реалізації програми до 2004. Для подальшого розвитку програми необхідним стало відновлення виробництва двигунів в НВО «Енергомаш». Враховуючи накопичений досвід відпрацювання двигунів РД-173 і РД-180, в яких впроваджені рішення, спрямовані на підвищення надійності та забезпечення форсування на 5 %, НВО «Енергомаш» запропонувало виготовляти двигуни РД-173 для програми «Морський старт». Пропозиція була підтримана головним розробником ракети-носія «Зеніт-2» ДКБ «Південне» і схвалено замовником ракети-носія. Двигун отримав назву РД-171 м. Сертифікація двигуна РД-171 м завершена 5 липня 2004. На сертифікаційному двигуні було здійснено 8 випробувань тривалістю 1093,6 секунд, останнє випробування (понад план) — на режимі 105 %. Перший товарний двигун РД-171 м надійшов до України 25 березня 2004 після проведення КТВ тривалістю 140 сек.
У 2006 двигун РД-171 був сертифікований для застосування у складі ракети-носія «Зеніт-М» при реалізації державних програм РФ.